# 楊清順
楊清順（1978年4月3日—2023年12月6日），台灣花式撞球運動選手，出生於高雄市，於1990年代至2000年代間多次獲得國際性重要花式撞球比賽的冠軍。他也與趙豐邦等同時期的花式撞球選手，創建台灣的職業撞球，也讓本來在台灣社會視為非法賭博的撞球運動演變成台灣最受歡迎的運動之一。

## 青少年階段
一般來說，楊清順被視作天才型的花式撞球選手。1993年的一項全台灣的地區性撞球比賽中，未滿16歲從未參加過任何公開撞球賽的他，同時參加該比賽業餘與半職業的三組競賽（丙組、乙組、甲組），並意外的同時獲得這三組的冠軍。隔年，他亦稱冠於全台灣最重要的半職業賽「中正杯花式撞球比賽」。

## 撞球之子
1996年，正式投入職業撞球的楊清順，以全勝姿態贏得全日本花式撞球錦標賽的冠軍，他也是該賽事史上最年輕冠軍。之後，受到知名台灣花式撞球選手趙豐邦栽培，楊清順多次獲得職業性比賽的冠軍。也因為年紀很輕，部分媒體與花式撞球球迷稱他為「撞球神童」。
1997年，他連同趙豐邦、李昆芳、張皓評等花式撞球選手共同開辦台灣職業撞球運動。這項運動不但繼棒球後成為台灣少數的職業球類運動之一，也獲得有線電視的轉播。而楊清順邦亦在當年獲得台灣職業排名的第一，他亦在爾後的2000年再度奪得第一。

## 亞運金牌
除了職業比賽獲得多次冠軍之外，他也曾於亞運中，獲得花式撞球的九號球組的單打金牌以及八號球組的雙打銀牌。
1999年－2000年，楊清順入伍服役並停止參與職業比賽與訓練。不過，一年多役期過後，楊清順仍活躍於國際花式撞球球壇。他於2002年的世界花式撞球錦標賽順利摘下銅牌。

## 戰績
- 1993年全國光復盃公開賽冠軍
- 1994年全國中正盃撞球錦標賽冠軍
- 1994年PEACE盃世界職業撞球明星排名賽第5名
- 1994年全國男子年度排名第三
- 1995年全國男子年度排名第二
- 1996年亞洲盃花式撞球錦標賽第5名
- 1996年第29屆大阪全日本錦標賽冠軍（該賽事史上最年輕冠軍，18歲）
- 1996年全國男子年度排名第一
- 1997年Peace盃世界職業撞球明星排名賽冠軍
- 1997年全國男子年度排名第一
- 1998年曼谷亞運九號球單打金牌、八號球雙打銀牌
- 1998年WPA全球世界盃9號球錦標賽台北站冠軍
- 1998年全國男子年度排名第二
- 2000年統一純喫茶盃世界職業撞球明星排名賽冠軍
- 2000年全國男子年度排名第一
- 2001年秋田世界運動會9號球個人賽金牌
- 2001年全國男子年度排名第一
- 2002年英國世界男子花式撞球錦標賽季軍
- 2002年釜山亞運會花式9號球個人賽金牌[4]
- 2002年波蘭世界花式大聯盟季軍
- 2003年世界撞球明星團對抗賽冠軍隊
- 2003年第11屆亞洲花式撞球錦標賽銀牌
- 2003年生力盃亞洲9號球巡迴賽新加坡站冠軍
- 2003年全國男子年度排名第一
- 2003年全國男子年度排名第一
- 2004年生力盃亞洲9號球巡迴賽香港站冠軍
- 2005年生力盃亞洲9號球巡迴賽高雄站冠軍
- 2005年全國運動會男子9號球個人賽季軍
- 2005年波爾超級盃世界男子花式撞球邀請賽冠軍
- 2006年杜哈亞州運動會花式撞球男子9號球個人賽銅牌[5]
- 2006年Mezz 9號球盃大賽冠軍
- 2006年生力盃亞洲9號球巡迴賽曼谷站第5名
- 2006年威豹超級盃世界男子花式撞球邀請賽冠軍
- 2006年全國男子年度排名第二
- 2007年Guinness亞洲9號球巡迴賽高雄站冠軍
- 2007年Guinness亞洲9號球巡迴賽新加坡站冠軍
- 2007年Guinness亞洲9號球巡迴賽上海站冠軍
- 2007年超級盃世界男子花式撞球邀請賽亞軍
- 2008年Guinness亞洲9號球巡迴賽台北站季軍
- 2008年Guinness亞洲9號球巡迴賽馬來西亞檳城站季軍
- 2008年Guinness亞洲9號球巡迴賽馬來西亞吉隆坡站第5名
- 2008年全國男子年度排名第一
- 2009年高雄世運男子花式9球銀牌
- 2009年香港東亞運動會男子花式9球銀牌
- 2016年國手選拔